# Roland Garros 1985
De 84e editie van het Franse grandslamtoernooi, Roland Garros 1985, werd gehouden van maandag 27 mei tot en met zondag 9 juni 1985. Voor de vrouwen was het de 78e editie. Het toernooi werd gespeeld in het Roland-Garrosstadion in het 16e arrondissement van Parijs.

## Belangrijkste uitslagen
Mannenenkelspel

Finale: Mats Wilander (Zweden) won van Ivan Lendl (Tsjecho-Slowakije) met 3–6, 6–4, 6–2, 6–2
Vrouwenenkelspel

Finale: Chris Evert (VS) won van Martina Navrátilová (VS) met 6–3, 6–7, 7–5
Mannendubbelspel

Finale: Mark Edmondson (Australië) en Kim Warwick (Australië) wonnen van Shlomo Glickstein (Israël) en Hans Simonsson (Zweden) met 6–3, 6–4, 6–7, 6–3
Vrouwendubbelspel

Finale: Martina Navrátilová (VS) en Pam Shriver (VS) wonnen van Claudia Kohde-Kilsch (West-Duitsland) en Helena Suková (Tsjecho-Slowakije) met 4–6, 6–2, 6–2
Gemengd dubbelspel

Finale: Martina Navrátilová (VS) en Heinz Günthardt (Zwitserland) wonnen van Paula Smith (VS) en Francisco González (Paraguay) met 2–6, 6–3, 6–2
Meisjesenkelspel

Finale: Laura Garrone (Italië) won van Dianne Van Rensburg (Zuid-Afrika) met 6–1, 6–3
Meisjesdubbelspel

Finale: Mariana Pérez Roldán (Argentinië) en Patricia Tarabini (Argentinië) wonnen van Andrea Holíková (Tsjecho-Slowakije) en Radomira Zrubáková (Tsjecho-Slowakije) met 6–3, 5–7, 6–4
Jongensenkelspel

Finale: Jaime Yzaga (Peru) won van Thomas Muster (Oostenrijk) met 2–6, 6–3, 6–0
Jongensdubbelspel

Finale: Petr Korda (Tsjecho-Slowakije) en Cyril Suk (Tsjecho-Slowakije) wonnen van Vladimir Gabrichidze (Sovjet-Unie) en Aleksandr Volkov (Sovjet-Unie) met 4–6, 6–0, 7–5
1891 · 1892 · 1893 · 1894 · 1895 · 1896 · 1897 · 1898 · 1899 · 1900 · 1901 · 1902 · 1903 · 1904 · 1905 · 1906 · 1907 · 1908 · 1909 · 1910 · 1911 · 1912 · 1913 · 1914 · 1915–1919 · 1920 · 1921 · 1922 · 1923 · 1924 · 1925 · 1926 · 1927 · 1928 · 1929 · 1930 · 1931 · 1932 · 1933 · 1934 · 1935 · 1936 · 1937 · 1938 · 1939 · 1940–1945 · 1946 · 1947 · 1948 · 1949 · 1950 · 1951 · 1952 · 1953 · 1954 · 1955 · 1956 · 1957 · 1958 · 1959 · 1960 · 1961 · 1962 · 1963 · 1964 · 1965 · 1966 · 1967
↓ open tijdperk ↓
1968 (m-v-md-vd-gd) · 1969 (m-v-md-vd-gd) · 1970 (m-v-md-vd-gd) · 1971 (m-v-md-vd-gd) · 1972 (m-v-md-vd-gd) · 1973 (m-v-md-vd-gd) · 1974 (m-v-md-vd-gd) · 1975 (m-v-md-vd-gd) · 1976 (m-v-md-vd-gd) · 1977 (m-v-md-vd-gd) · 1978 (m-v-md-vd-gd) · 1979 (m-v-md-vd-gd) · 1980 (m-v-md-vd-gd) · 1981 (m-v-md-vd-gd) · 1982 (m-v-md-vd-gd) · 1983 (m-v-md-vd-gd) · 1984 (m-v-md-vd-gd) · 1985 (m-v-md-vd-gd) · 1986 (m-v-md-vd-gd) · 1987 (m-v-md-vd-gd) · 1988 (m-v-md-vd-gd) · 1989 (m-v-md-vd-gd) · 1990 (m-v-md-vd-gd) · 1991 (m-v-md-vd-gd) · 1992 (m-v-md-vd-gd) · 1993 (m-v-md-vd-gd) · 1994 (m-v-md-vd-gd) · 1995 (m-v-md-vd-gd) · 1996 (m-v-md-vd-gd) · 1997 (m-v-md-vd-gd) · 1998 (m-v-md-vd-gd) · 1999 (m-v-md-vd-gd) · 2000 (m-v-md-vd-gd) · 2001 (m-v-md-vd-gd) · 2002 (m-v-md-vd-gd) · 2003 (m-v-md-vd-gd) · 2004 (m-v-md-vd-gd) · 2005 (m-v-md-vd-gd) · 2006 (m-v-md-vd-gd) · 2007 (m-v-md-vd-gd) · 2008 (m-v-md-vd-gd) · 2009 (m-v-md-vd-gd) · 2010 (m-v-md-vd-gd) · 2011 (m-v-md-vd-gd) · 2012 (m-v-md-vd-gd) · 2013 (m-v-md-vd-gd) · 2014 (m-v-md-vd-gd) · 2015 (m-v-md-vd-gd) · 2016 (m-v-md-vd-gd) · 2017 (m-v-md-vd-gd) · 2018 (m-v-md-vd-gd) · 2019 (m-v-md-vd-gd) · 2020 (m-v-md-vd) · 2021 (m-v-md-vd-gd) · 2022 (m-v-md-vd-gd) · 2023 (m-v-md-vd-gd) · 2024 (m-v-md-vd-gd)
Lijst van Roland Garroswinnaars